# Гордон Рамзі
Гордон Джеймс Рамзі (англ. Gordon James Ramsay, нар. 8 листопада 1966) — британський шеф-кухар. Його ресторани удостоєні 16 зірок Мішлен. Його фірмовий ресторан «Restaurant Gordon Ramsay», що знаходиться в Лондоні, має три зірки Мішлен. Популярний ведучий британських телешоу «The F-Word», «Ramsay's Kitchen Nightmares» і «Пекельна кухня», а також їх американських теле-близнюків.

## Дитинство і юність
Народився у шотландському місті Джонстон, однак, у зв'язку з алкоголізмом та бурхливою (і неуспішною) комерційною діяльністю батька, провів дитинство в постійних переїздах, поки родина нарешті не осіла в місті Стратфорд-на-Ейвоні коли Гордону виповнилось 5 років. Він має старшу сестру Діану, молодшого брата Ронні, з яким вони потрапили у в'язницю для неповнолітніх через героїн, та молодшу сестру Івонн. Рамзі батько, Гордон Джеймс Старший (помер в 1997) був схильний до насильства, працював то зварювальником, то управляючим басейну або крамарем. Сестра Івонн та мати Ґелен - медсестри. Серйозно захоплювався футболом і з 12 років почав грати за команду Ворикширу у категорії «юнаки до 14 років». Рамзі стверджує, що з 15 років брав участь у кількох показових/товариських матчах за свій улюблений Рейнджерс. В середині 1984 року отримав запрошення грати за цей клуб, проте, через травму меніска лівої ноги на футбольній кар'єрі довелось поставити хрест.

## Кар'єра шеф-кухаря
Після закінчення школи Рамзі приймає спонтанне рішення вступити до коледжу, який навчає управлінню готелем і рестораном. Коли стає ясно, що травма ноги несумісна зі спортивною кар'єрою, Гордон починає все більше втягуватися в кулінарію. Після закінчення коледжу переїжджає в Лондон і отримує свою першу роботу в престижному ресторані «Harvey's» під керівництвом Марко П'єра Вайта (англ. Marco Pierre White).

### Учнівство
Через два роки Рамзі переходить у знаменитий «Le Gavroche», перший тризірковий ресторан Великої Британії (на той момент вже позбавлений третьої зірки), де вдосконалює навички класичної французької кухні у спадкового шефа Альбера Ру (фр. Albert Roux). Через рік Ру вирішує покинути «Le Gavroche» і кличе Гордона з собою в «Hotel Diva», новий курортний фешенебельний ресторан у французькій частині Альп. Через деякий час Гордон перебирається в Париж, де працює з такими відомими шефами, як Гі Савуа (фр. Guy Savoy) і Жоель Робюшон (фр. Joël Robuchon) впродовж трьох років. Завершуючи своє навчання, Рамзі приймає пропозицію попрацювати шеф-кухарем на приватній яхті.

### Шеф-кухар
Після річного «парусного» відпочинку на Бермудах Рамзі повертається в Лондон і отримує місце шефа в «La Tante Claire», Челсі. Однак незабаром надходить запрошення від колишнього наставника Альбера Ру зайняти місце шефа в «Aubergine» (тоді ще носить назву «Rossmore»). Рамзі береться за нову роботу і протягом чотирьох років піднімає рейтинг ресторану до двох зірок Мішлен. Але через розбіжності з іншими власниками (на той момент Рамзі володів 25 % акцій ресторану) він залишає «Aubergine», а разом з ним йде обслуговчий персонал і кухня в повному складі. Дане рішення було одним з найважчих у його кар'єрі, проте воно стало народженням Рамзі, як підприємця. Згодом проти нього подали позов на суму в мільйон фунтів стерлінгів за заподіяну шкоду, оскільки ресторан був змушений закритися на три місяці через відсутність персоналу. Судова тяганина була вирішена полюбовно, проте деталі так і не були розголошені.

### Підприємець
У 1998-му році Рамзі відкриває свій перший власний ресторан «Gordon Ramsay at Royal Hospital Road», який отримав три зірки в 2001, що зробило Рамзі єдиним шефом-британцем з найвищим рейтингом Мішлен на той момент і єдиним трьохзірковим шефом-шотландцем взагалі. У тому ж році він відкриває «Pétrus» як шеф-патрон (фр. Chef Patron), що прославився в Британії «винним» епізодом з банкірами, які витратили 44 тисячі фунтів на вино для обіду із шести персон. Незважаючи на злегка скандальний присмак слави, «Pétrus» заслуговує зірку Мішлен ще до свого першого дня народження, а в 2007 отримує другу.
На початку XXI століття ресторанна імперія Рамзі швидко росте, на даний момент до неї входять 10 ресторанів Великої Британії, 6 з яких мають мінімум одну зірку, 3 паби і 12 ресторанів за межами Сполученого Королівства. Орієнтовна вартість Gordon Ramsay Holdings Limited становить 163 мільйони доларів, 69 % яких належать самому Рамзі.

### Публіцистика
У 1996-му році вийшла перша книга Рамзі під назвою «Passion for Flavour» (офіційно ніколи не перекладалася на українську та російську), що перекладається як «Пристрасть до смаку». За нею слідували «Passion for Seafood», «A Chef for all Seasons», «Just Desserts» і «Secrets», в яких Гордон ділився своїми рецептами і спільними поглядами на кулінарію. На листопад 2007 року Гордон Рамзі випустив 14 книг, з них 2 автобіографії: «Humble Pie» і «Playing With Fire».

## Телевізійна кар'єра
У 1998-му році вийшов теледебют Рамзі під назвою «Точка кипіння» (англ. Boiling Point), який був серією теленарисів про роль ресторану в його житті. Після певного успіху мінісеріалу вийшла його друга частина: «Після точки кипіння» (англ. Beyond Boiling Point). Однак справжній успіх і славу серед широкої аудиторії, не зацікавленої в кулінарії на професійному рівні, Гордону принесли два телешоу — «Жахи на кухні» та «Пекельна кухня», які, на відміну від «Точок кипіння», були справжніми шоу, а не документальними серіалами.

### Жахи на кухні
Телешоу стартувало в 2004 році на каналі Channel 4 британського телебачення. У вільному перекладі з англійської назву можна перевести як «Жахи на кухні». У кожній передачі Гордон відвідує один ресторан, який стоїть на межі фінансового краху, і протягом одного тижня намагається виявити його проблеми. Як правило, він діє самостійно, за винятком допомоги дизайнерів, які можуть трохи прикрасити інтер'єр ресторану. На даний момент у Великій Британії повністю вийшли сім сезонів «Жахів на кухні».
У 2007 році на каналі телекомпанії Fox почалася трансляція американської версії шоу. Його концепція залишилася схожою, але основною відмінністю було те, що ресторани в передачі були американськими (переважно зі штату Нью-Джерсі), Гордон відвідував їх повторно по закінченні якогось часу (щоб подивитися як йдуть справи), а також відбувалася істотна драматизація сюжету, загострення конфліктів (типово для каналу Фокс) і щедре витрачання коштів на оновлення інтер'єрів, що не практикується в британській версії. За підсумками рейтингів за вересень-жовтень практично відразу було прийнято рішення про зйомки другого сезону

### The F-Word
Відоме кулінарне телешоу Гордона Рамзі, що йде на британському каналі Channel 4 починаючи з 2005 року. Як і в інших передачах Рамзі, основним об'єктом інтересу тут є їжа, проте без концентрації на високій кухні. Основна ідея: довести глядачеві, що приготування смачної і здорової їжі зовсім не вимагає великої кількості часу, енергії або грошей. На даний момент повністю вийшли п'ять сезонів та американська версія шоу.

### Пекельна кухня
Відоме кулінарне реаліті-шоу Гордона Рамзі, що йде на американському каналі Fox починаючи з 2005 року. Незважаючи на кулінарну орієнтацію, ця передача відрізняється високим «загостренням пристрастей» і істотною драматизацією сюжету. Лейтмотив шоу — змагання між учасниками за позицію шефа у відомому ресторані. На даний момент повністю вийшли п'ятнадцять сезонів.

### Кращий кухар Америки
Кулінарне реаліті-шоу, що йде на американському каналі Fox починаючи з 2011 року, основою якого є змагання кухарів любителів за звання шеф-кухаря, грошового призу, можливості видати власну кулінарну книгу, а також красивого кубку, схожого на кристал.

## Список ресторанів Гордона Рамзі

### У Великій Британії
- «Restaurant Gordon Ramsay» (три зірки Мішлен), Лондон
- «Pétrus» (дві зірки Мішлен), Белгравія
- «Gordon Ramsay at Claridge's» (одна зірка Мішлен), Лондон
- «The Boxwood Café», Лондон
- «Maze» (одна зірка Мішлен), Лондон
- «Maze Grill», Лондон
- «Foxtrot Oscar», Лондон
- «Gordon Ramsay's Plane Food» (Аеропорт Хітроу, Лондон)
- «Murano» (одна зірка Мішлен), Лондон
- «York and Albany», Лондон
- «Union Street Café», Лондон.

### За межами Великої Британії
- «Gordon Ramsay at The London» (дві зірки Мішлен), Нью-Йорк, США
- «The London Bar», Нью-Йорк, США
- «Maze by Gordon Ramsay at The London», Нью-Йорк, США
- «Gordon Ramsay at The London, West Hollywood» (одна зірка Мішлен), Західний Голлівуд, Лос-Анджелес, США
- «Cielo by Angela Hartnett», Бока-Ратон, Флорида, США
- «Gordon Ramsay at Conrad Tokyo», Токіо, Японія
- «Verre at the Hilton Dubai Creek», Дубай, Арабські Емірати — (Зачинений з жовтня 2011)[11]
- «Gordon Ramsay at Powerscourt», Дублін, Ірландія
- «Gordon Ramsay au Trianon» (дві зірки Мішлен), Версаль, Франція
- «La Veranda», Версаль, Франція
- «Gordon Ramsay at Castel Monastero», Тоскана, Італія
- «Gordon Ramsay at Forte Village», Сардинія, Італія
- «The Gordon Ramsay Doha», Доха, Катар
- «Opal by Gordon Ramsay», Доха,Катар
- «Gordon Ramsay Steak», готельний комплекс Paris Las Vegas, Лас-Вегас, США
- «Bread Street Kitchen Singapore», Сінгапур

### Паби
- «La Noisette», Лондон
- «The Narrow», Лондон
- «The Devonshire», Лондон